# Senegal
Senegal, oficial Republica Senegal, este o țară aflată la sudul fluviului Senegal din Africa de vest. Senegal se învecinează cu Oceanul Atlantic la vest, cu Mauritania la nord, cu Mali la est, cu Guineea și Guineea-Bissau la sud.  Gambia este cuprinsă aproape în totalitate în teritoriul Senegalului, înconjurată în partea de nord, est și sud; de la coasta sa de vest, teritoriul Gambiei urmărește cursul fluviului Gambia pe o distanță de peste 300 de kilometri spre interiorul continentului. Dakar este capitala Senegalului, situată în Peninsula Capului Verde, pe coasta Oceanului Atlantic.

## Istorie
Descoperirile arheologice din zonă atestă faptul că Senegalul era locuit încă din vremuri preistorice.
Senegalul de Est a făcut parte la un moment dat din Imperiul Ghana. Acesta a fost fondat de către Tukulor în valea mijlocie a fluviului Senegal. Islamul, religia predominantă în Senegal, a ajuns pentru prima dată în regiune în secolul al XI-lea. În secolele al XIII-lea și al XIV-lea, zona a căzut sub influența imperiului Mandingo din est; Imperiul Jolof din Senegal a fost fondat de asemenea în această perioadă.
Mai multe puteri europene (Portugalia, Olanda și Regatul Unit) au concurat pentru stabilirea comerțului în zonă, din secolul al XV-lea și până în anul 1667, când Franța a ajuns să controleze ceea ce devenise o placă turnantă a comerțului cu sclavi: Insula Gorée, aflată în apropierea Dakarului de astăzi. Milioane de locuitori ai Africii de Vest au fost trimiși în sclavie din acest loc, cumpărați fiind de la triburile care i-au învins sau organizau expediții de vânare a lor.Abia în anii 1850 francezii au început să-și mărească zona de dominație, odată cu diminuarea teritorială a triburilor Waalo, Cayor, Baol și Jolof.

## Patrimoniu
Între 1978-2011 pe lista patrimoniului mondial UNESCO au fost incluse 6 obiective culturale sau naturale din Senegal.

## Geografie

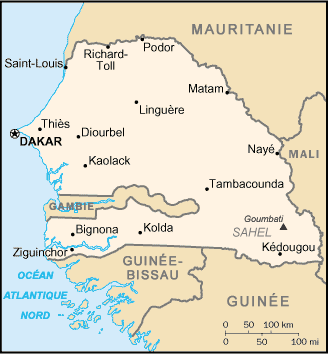
Senegal

Fluviul Senegal, în nordul îndepărtat al țării, marchează granița cu Mauritania. La est, Senegalul se învecinează cu Mali, iar la sud cu Guineea și Guineea-Bissau. Gambia formează o semienclavă pe teritoriul Senegalului, despărțind provincia Casamance din sud de regiunea de nord a țării.
Cea mai mare parte a Senegalului este plană, iar singurele zone înalte mai importante se găsesc la poalele munților Fouta-Djallon care ating 400m în sud-est. Coasta Atlanticului, cu plajele ei tipice de nisip, are 500km lungime. Deltele râurilor Sine, Saloum și Casamance la vărsare în ocean formează mlaștini vaste cu mangrove. Caracteristice pentru regiunile coastei de nord sunt promontoriile, golfulețele și dunele acoperite de sare.

## Populație
Religiile în Senegal (2013)
     Islam (95,9%)
     Creștinism (în special Catolicism) (4,1%)
Populația Wolof reprezintă 40% din populația Senegalului. Aceștia au constituit clasa superioară conducătoare a imperiilor antice și dețin și astăzi funcții importante în afaceri și politică. O mare parte a wolofilor sunt membri ai frăției islamice a Mourizilor, fondată în secolul XIX și cuprind circa 20% din populație. Aceștia formează un fel de stat în stat și controlează toate sectoarele economice. Touba este centrul lor spiritual și politic.
Serer, care reprezintă 15% din populație și locuiesc în regiunea Sine-Saloum, sunt crescători de animale, cultivă alune și practică superficial islamul. Fulanii (sau fulbe) cu pielea deschisă la culoare, reprezentând 15% din populație, sunt al treilea grup etnic ca mărime. Tukulor, 10% din populație, sunt înrudiți cu fulanii și au instituit comunități agricole sedentare în nordul Senegalului. Malinke (sau mande) s-au stabilit ca fermieri și negustori în sudul și estul țării. Diola, animiști și creștini, sunt o populație negroidă antică cu un statut unic. Continuându-și stilul de viață tradițional ca pescari și cultivatori de orez în provincia Casamance, ei s-au opus violent dominației wolofilor.
Majoritatea etniilor din Senegal sunt de religie musulmană, acest lucru făcând din islam credința cea mai răspândită de pe aceste meleaguri. Cei mai mulți dintre musulmanii senegalezi sunt membri ai uneia dintre marile confrerii sufiste, între care Muridiyyah, Tijaniyyah sau Layene.

## Economie
Trei pătrimi dintre senegalezi lucrează în sectorul agricol, deși acesta reprezintă mai puțin de o cincime din produsul intern brut. Senegalul suferă de pe urma unei economii agricole, care s-a bazat puternic pe monocultura alunelor pentru export. Se mai cultivă și bumbac pentru export.
Deși Senegalul producea destul orez și mei pentru a acoperi consumul populației, acum depinde de importuri costisitoare de orez din Asia. Seceta, suprapășunatul și eroziunea solului au împiedicat extinderea terenurilor agricole. În multe zone, solul a devenit sterp.
Deoarece apele de coastă ale Senegalului sunt printre cele mai bogate în pește din Africa de Vest, exporturile de pește au o mare importanță economică. Alte surse de venit sunt fosfații și turismul.